# سغين (غرمسار كرمان)
سغین (بالفارسية: سگین) هي منطقة سكنية تقع في إيران في قسم مردهك الریفي. يقدر عدد سكانها بـ 230 نسمة بحسب إحصاء 2016.